# Sverrir Ingi Ingason
En aquest nom islandès, el darrer nom és un patronímic, no pas un cognom. La manera de referir-se a aquesta persona és pel nom de pila.
Sverrir Ingi Ingason   (Kópavogur, 5 d'agost de 1993) és un futbolista islandès que actualment juga al Lokeren com a defensa.